# 223 Rosa
223 Rosa је астероид главног астероидног појаса са пречником од приближно 87,61 km.
Афел астероида је на удаљености од 3,469 астрономских јединица (АЈ) од Сунца, а перихел на 2,737 АЈ.
Ексцентрицитет орбите износи 0,117, инклинација (нагиб) орбите у односу на раван еклиптике 1,935 степени, а орбитални период износи 1997,016 дана (5,467 година).
Апсолутна магнитуда астероида је 9,68 а геометријски албедо 0,030.
Астероид је откривен 9. марта 1882. године.